# Circuito Internacional de Baréin
El Circuito Internacional de Baréin (en árabe حلبة البحرين الدولية baraahin al-intarnals wadjaviyaa), también conocido como Circuito Internacional de Sakhir, es un autódromo ubicado en la zona desértica de Sakhir, dentro de la Gobernación Sur del país, a aproximadamente 31 km de la capital Manama. Desde 2004 es la sede actual del Gran Premio de Baréin de Fórmula 1, siendo en su momento la primera carrera disputada en medio oriente dentro de dicha categoría.

## Historia
La construcción del circuito para poder albergar una fecha de la temporada de Fórmula 1 fue un objetivo nacional para Baréin, impulsado por el príncipe Salman bin Hamad Al Khalifa.
Los organizadores del Gran Premio temieron no llegar a terminar a tiempo las construcciones necesarias para la realización del evento, y solicitaron al jefe de F1 Bernie Ecclestone la postergación para 2005. Ecclestone se negó, y la carrera se disputó a pesar de que el autódromo no estaba terminado en su totalidad.
Uno de los eventuales problemas que se temían en el evento, tenía que ver con que el circuito está localizado en el medio del desierto, con lo cual los vientos podrían arrastrar arena hacia el trazado y alterar así el funcionamiento de las máquinas. De todas formas, los organizadores del Gran Premio lograron mantener la arena fuera de la pista, mediante la utilización de un adhesivo que se rocía en las arenas que rodean el trazado.
El circuito fue diseñado por el alemán Hermann Tilke, y costó aproximadamente 150 millones de dólares. Actualmente, también se usa como fecha puntuable del Campeonato Mundial de Resistencia desde 2012 con una carrera de 6 horas de duración.
Poco después de las pruebas de Fórmula 1 en febrero de 2014, la primera curva de la pista recibió el nombre del piloto alemán Michael Schumacher en honor a sus logros y también en apoyo después de que sufriera un accidente de esquí casi fatal a fines de diciembre de 2013.

## Ganadores

### Campeonato de Fórmula 2 de la FIA
| Año  | Piloto            | Escudería           | Fecha           | Resultados |
| ---- | ----------------- | ------------------- | --------------- | ---------- |
| 2017 | Artiom Markélov   | RUSSIAN TIME        | 15 de abril     | Resultados |
| 2017 | Charles Leclerc   | PREMA Racing        | 16 de abril     | Resultados |
| 2018 | Lando Norris      | Carlin              | 7 de abril      | Resultados |
| 2018 | Artiom Markélov   | RUSSIAN TIME        | 8 de abril      | Resultados |
| 2019 | Nicholas Latifi   | DAMS                | 30 de marzo     | Resultados |
| 2019 | Luca Ghiotto      | UNI-Virtuosi Racing | 31 de marzo     | Resultados |
| 2020 | Felipe Drugovich  | MP Motorsport       | 28 de noviembre | Resultados |
| 2020 | Robert Shwartzman | PREMA Racing        | 29 de noviembre | Resultados |
| 2020 | Yuki Tsunoda      | Carlin              | 5 de diciembre  | Resultados |
| 2020 | Jehan Daruvala    | Carlin              | 6 de diciembre  | Resultados |
| 2021 | Liam Lawson       | Hitech Grand Prix   | 27 de marzo     | Resultados |
| 2021 | Oscar Piastri     | PREMA Racing        | 27 de marzo     | Resultados |
| 2021 | Guanyu Zhou       | UNI-Virtuosi Racing | 28 de marzo     | Resultados |
| 2022 | Richard Verschoor | Trident             | 19 de marzo     | Resultados |
| 2022 | Théo Pourchaire   | ART Grand Prix      | 20 de marzo     | Resultados |
| 2023 | Ralph Boschung    | Campos Racing       | 4 de marzo      | Resultados |
| 2023 | Théo Pourchaire   | ART Grand Prix      | 5 de marzo      | Resultados |
| 2024 | Zane Maloney      | Rodin Motorsport    | 1 de marzo      | Resultados |
| 2024 | Zane Maloney      | Rodin Motorsport    | 2 de marzo      | Resultados |
| 2025 | Pepe Martí        | Campos Racing       | 12 de abril     | Resultados |
| 2025 | Alex Dunne        | Rodin Motorsport    | 13 de abril     | Resultados |

### Campeonato de Fórmula 3 de la FIA
| Año  | Piloto            | Escudería          | Fecha       | Resultados |
| ---- | ----------------- | ------------------ | ----------- | ---------- |
| 2022 | Isack Hadjar      | Hitech Grand Prix  | 19 de marzo | Resultados |
| 2022 | Victor Martins    | ART Grand Prix     | 20 de marzo | Resultados |
| 2023 | Pepe Martí        | Campos Racing      | 4 de marzo  | Resultados |
| 2023 | Gabriel Bortoleto | Trident            | 5 de marzo  | Resultados |
| 2024 | Arvid Lindblad    | Prema Racing       | 1 de marzo  | Resultados |
| 2024 | Luke Browning     | Hitech Pulse-Eight | 2 de marzo  | Resultados |
| 2025 | Nikola Tsolov     | Campos Racing      | 12 de abril | Resultados |
| 2025 | Rafael Câmara     | Trident            | 13 de abril | Resultados |

### 6 Horas de Baréin
| Año  | Pilotos         | Pilotos           | Pilotos          | Equipo                | Automóvil               |
| ---- | --------------- | ----------------- | ---------------- | --------------------- | ----------------------- |
| 2012 | Marcel Fässler  | Benoît Tréluyer   | André Lotterer   | Audi Sport Team Joest | Audi R18 e-tron quattro |
| 2013 | Sébastien Buemi | Stéphane Sarrazin | Anthony Davidson | Toyota Racing         | Toyota TS030 Hybrid     |
| 2014 | Alexander Wurz  | Stéphane Sarrazin | Mike Conway      | Toyota Racing         | Toyota TS040 Hybrid     |
| 2015 | Marc Lieb       | Romain Dumas      | Neel Jani        | Porsche Team          | Porsche 919 Hybrid      |
| 2016 | Oliver Jarvis   | Lucas di Grassi   | Loic Duval       | Audi Sport Team Joest | Audi R18                |

## Récords
| Cat.                                       | Piloto                                | Chasis                                | Tiempo                                | Evento                                |
| Pista de Grand Prix: 5,412 km (2005-)      | Pista de Grand Prix: 5,412 km (2005-) | Pista de Grand Prix: 5,412 km (2005-) | Pista de Grand Prix: 5,412 km (2005-) | Pista de Grand Prix: 5,412 km (2005-) |
| ------------------------------------------ | ------------------------------------- | ------------------------------------- | ------------------------------------- | ------------------------------------- |
| Fórmula 1                                  | Pedro de la Rosa                      | McLaren MP4-20                        | 1:31.447                              | Gran Premio de Baréin de 2005         |
| WEC - LMP1                                 | Lucas di Grassi                       | Audi R18                              | 1:41.511                              | 6 Horas de Baréin 2016                |
| GP2 Series                                 | Stoffel Vandoorne                     | Dallara GP2/11                        | 1:43.166                              | Ronda de Sakhir de 2015               |
| Fórmula 2                                  | Charles Leclerc                       | Dallara GP2/11                        | 1:44.074                              | Ronda de Sakhir de 2017               |
| World Series Fórmula V8 3.5                | Yu Kanamaru                           | Dallara T12                           | 1:48.216                              | Ronda de Sakhir de 2017               |
| GP3 Series                                 | Luca Ghiotto                          | Dallara GP3/13                        | 1:48.228                              | Ronda de Sakhir de 2015               |
| WEC - LMP2                                 | Paul di Resta                         | Oreca 07                              | 1:48.579                              | 8 Horas de Baréin 2019                |
| WEC - Hypercar                             | Sébastien Buemi                       | Toyota GR010 Hybrid                   | 1:48.926                              | 6 Horas de Baréin 2021                |
| FIA GT - GT1                               | Jamie Davies                          | Maserati MC12 GT1                     | 1:56.478                              | Supercar 500 de Baréin 2005           |
| WEC - LMGTE                                | Miguel Molina                         | Ferrari 488 GTE Evo                   | 1:56.942                              | 8 Horas de Baréin 2019                |
| GT3                                        | Ben Barnicoat                         | McLaren 720S GT3                      | 2:00.675                              | 12 Horas Gulf 2020                    |
| V8 Supercars                               | Shane van Gisbergen                   | Ford FG Falcon                        | 2:06.9097                             | Desert 400 2010                       |
| TCR International Series                   | Gianni Morbidelli                     | Honda Civic Type-R TCR (FK2)          | 2:12.602                              | Ronda de Sakhir de 2016               |
| Pista exterior: 3,543 km (2004-)           |                                       |                                       |                                       |                                       |
| Fórmula 1                                  | George Russell                        | Mercedes-AMG F1 W11 EQ Performance    | 55.404                                | Gran Premio de Sakhir de 2020         |
| Fórmula 2                                  | Mick Schumacher                       | Dallara F2 2018                       | 1:04.087                              | Ronda de Sakhir de 2020               |
| Pista Endurance: 6,299 km (2005-)          |                                       |                                       |                                       |                                       |
| Fórmula 1                                  | Fernando Alonso                       | Ferrari F10                           | 1:58.287                              | Gran Premio de Baréin de 2010         |
| GP2 Asia Series                            | Luca Filippi                          | Dallara GP2/08                        | 2:09.823                              | Ronda de Sakhir de 2010               |
| Pista del paddock: 3,823 km (2004-present) |                                       |                                       |                                       |                                       |
| V8 Supercars                               | Jason Bright                          | Ford BA Falcon                        | 1:24.910                              | Carrera de Baréin de 2006             |
| Pista de Grand Prix: 5,417 km (2004)       |                                       |                                       |                                       |                                       |
| Fórmula 1                                  | Michael Schumacher                    | Ferrari F2004                         | 1:30.252                              | Gran Premio de Baréin de 2004         |
| Fuentes:                                   |                                       |                                       |                                       |                                       |

## Trazados
|                 |
| Pista Endurance |

|                     |
| Pista de Grand Prix |

|            |
| Pista Oval |

|                |
| Pista interior |

|                |
| Pista exterior |

|                   |
| Pista del paddock |